# Schwarzbach (Brandenburg)
Schwarzbach (baix sòrab: Čorna Woda) és una ciutat alemanya que pertany a l'estat de Brandenburg. Forma part de l'Amt Ruhland. Està situada a uns 10 quilòmetres al sud de Senftenberg. Fou esmentada per primer cop el 1451.

## Demografia
| Població de Schwarzbach de 1875 a 2007 | Població de Schwarzbach de 1875 a 2007 | Població de Schwarzbach de 1875 a 2007 | Població de Schwarzbach de 1875 a 2007 | Població de Schwarzbach de 1875 a 2007 | Població de Schwarzbach de 1875 a 2007 | Població de Schwarzbach de 1875 a 2007 | Població de Schwarzbach de 1875 a 2007 | Població de Schwarzbach de 1875 a 2007 | Població de Schwarzbach de 1875 a 2007 | Població de Schwarzbach de 1875 a 2007 | Població de Schwarzbach de 1875 a 2007 |
| Any                                    | Població                               | Any                                    | Població                               | Any                                    | Població                               | Any                                    | Població                               | Any                                    | Població                               | Any                                    | Població                               |
| -------------------------------------- | -------------------------------------- | -------------------------------------- | -------------------------------------- | -------------------------------------- | -------------------------------------- | -------------------------------------- | -------------------------------------- | -------------------------------------- | -------------------------------------- | -------------------------------------- | -------------------------------------- |
| 1875                                   | 350                                    | 1890                                   | 390                                    | 1910                                   | 500                                    | 1925                                   | 501                                    | 1933                                   | 507                                    | 1939                                   | 520                                    |
| 1946                                   | 618                                    | 1950                                   | 611                                    | 1964                                   | 588                                    | 1971                                   | 581                                    | 1981                                   | 1503                                   | 1985                                   | 1436                                   |
| 1989                                   | 1433                                   | 1990                                   | 735                                    | 1991                                   | 708                                    | 1992                                   | 717                                    | 1993                                   | 723                                    | 1994                                   | 730                                    |
| 1995                                   | 745                                    | 1996                                   | 760                                    | 1997                                   | 780                                    | 1998                                   | 784                                    | 1999                                   | 786                                    | 2000                                   | 782                                    |
| 2001                                   | 791                                    | 2002                                   | 803                                    | 2003                                   | 815                                    | 2004                                   | 800                                    | 2005                                   | 788                                    | 2006                                   | 768                                    |
| 2007                                   | 759                                    |                                        |                                        |                                        |                                        |                                        |                                        |                                        |                                        |                                        |                                        |